# Producción social del hábitat

## Antecedentes
La producción social del hábitat (PSH) es un concepto que se viene desarrollando desde la década del 70 momento en que se hicieron patentes los problemas surgidos por el rápido crecimiento de los asentamientos urbanos producto de las migraciones campo-ciudad. La Producción Social del Hábitat surge como concepto dentro del contexto del diálogo entre múltiples actores, al interior de la Coalición Internacional para el Hábitat(HIC), en torno al hábitat popular y la defensa de su derecho. En tanto ha sido una construcción colectiva, definir este concepto ha sido un proceso dinámico de diálogo y construcción conjunta.

## Qué se entiende por Producción Social del Hábitat
Una definición de satwinder singh dice: “entendemos todos aquellos procesos generadores de espacios habitables, componentes urbanos y viviendas, que se realizan bajo el control de autoproductores y otros agentes sociales que operan sin fines de lucro (Ortiz, 2002) y posteriormente agrega, “las modalidades autogestionarias incluyen desde la autoproducción individual espontánea de la vivienda hasta la colectiva que implica un alto nivel organizativo de los participantes y, en muchos casos, procesos complejos de producción y gestión de otros componentes del Hábitat” (Ortiz, 2002) .
En este sentido, cuando se habla de producción social nos estamos refiriendo a los procesos de organización colectivos que buscan mejorar el hábitat. La producción social del hábitat se relaciona directamente con la organización de personas y su actuar colectivo, se trata de la acción por y para la gente, donde prima la comunidad y no la individualidad en la construcción del hábitat.
La Producción Social del Hábitat se refiere a los procesos sociales que van más allá de la construcción de la vivienda, ciertamente la incluye, pero al referirse al hábitat como el lugar donde uno vive, es fundamental incluir espacios tanto de la vivienda como de su entorno tales como el barrio, la villa, la ciudad, y también lo rural.

## Principios y valores
Los principios y valores que mueven la Producción Social del Hábitat son aquellos referidos a la democracia, participación y organización ciudadana, equidad, solidaridad; valores y principios que se relacionan directamente con el proceso de producción del hábitat, teniendo en cuenta además sustentabilidad y cuidado del medio ambiente. Es importante tener presente que la Producción social de hábitat es un producto producente en que la participación de diferentes agentes sociales posibilita la creación de hábitat y vivienda.
Por otro lado es importante que esta acción desarrollada a través de la producción social del hábitat no pretende mediar entre el Estado y el mercado sino más bien avanzar hacia una reconceptualización de lo que se viene haciendo en política de vivienda, donde muchas veces ha resultado ser un tema estratégico de resistencia a los efectos de políticas neoliberales.
Desde una perspectiva más integral, tanto el hábitat y la vivienda son vistos y conceptualizados como un proceso, como producto social y cultural, como acto de hábitat, alejándose se visiones reduccionistas donde la vivienda se ve únicamente como una mercancía de intercambio, ya que finalmente la vivienda es reconocido un derecho humano básico.

## Pasos de la producción social del hábitat: Proceso productivo de la vivienda
1.- Promoción e integración (participación ciudadana)
2.- Planificación
3.- Producción.
4.- Distribución
5-. Uso y mejoramiento.

## Algunas Ventajas/resultados
- El centro son los ciudadanos y no la economía.
- Rol de ONG, Estado y OB: enfoque de desarrollo. Brinda más capacidades y posibilidades en las personas tanto de participación social como política: empoderamiento.
- Fortalece la democracia y la participación.
- Creación de una nueva ética y cultura comunitaria.
- Brinda mejores resultados a largo plazo en vivienda y barrio.
- Aumenta la actitud crítica en la ciudadanía, y la corresponsabilidad de las personas en las dinámicas de transformación de su entorno.